# Longavesnes
 Longavesnes  es una población y comuna francesa, en la región de Picardía, departamento de Somme, en el distrito de Péronne y cantón de Roisel.

## Demografía
| 151 | 138 | 136 | 108 | 110 | 104 |
| Para los censos de 1962 a 1999 la población legal corresponde a la población sin duplicidades (Fuente: INSEE [Consultar]) |     |     |     |     |     |